# Samsung Galaxy S4 Mini
Das Samsung Galaxy S4 Mini (GT-I9195; Eigenschreibweise: Samsung GALAXY S4 mini) ist ein Smartphone, das vom Hersteller Samsung am 30. Mai 2013 vorgestellt wurde. Es ist das Nachfolgemodell des Smartphones Samsung Galaxy S III mini.
Dabei handelt es sich um ein äußerlich dem Samsung Galaxy S4 ähnliches Gerät, aber mit kleinerem Bildschirm mit niedrigerer Auflösung, ohne Benachrichtigungs-LED und Feuchtigkeits- und Temperatursensor, dafür aber mit RDS-fähigem FM-Radio sowie LTE-Unterstützung.
Ausgestattet ist es mit einem auf 1,7 GHz getakteten Dual-Core-Prozessor Snapdragon 400 und einer 8-Megapixel-Kamera.
Es ist mit dem Betriebssystem Android in der Version 4.2 („Jelly Bean“) – eine Aktualisierung auf 4.4.2 („KitKat“) ist verfügbar – und der zusätzlichen Benutzeroberfläche TouchWiz ausgestattet. Verwendet wird eine Micro-SIM-Karte.
Das Gehäuse des Samsung Galaxy S4 mini besteht aus dem Kunststoff Polycarbonat und wird in mehreren Farben angeboten: violett, blau, weiß, rot, braun und schwarz.
An Varianten erschienen:
- Standard GT-I9190 mit GSM und HSDPA
- für die (Region) USA: Duos GT-I9192 für Dual-SIM-Nutzung
- LTE und NFC (GT-I9195),
  - Variante GT-I9195L für Lateinamerika
  - Variante GT-I9195T für Australien
- LTE (GT-I9197), ohne NFC (nicht in Europa)
- TD-SCDMA (GT-I9198)

Am 1. Juli 2014 wurde das Nachfolgemodell Samsung Galaxy S5 mini vorgestellt.

## Value Edition
2015 erschien ein aktualisiertes Modell unter der Bezeichnung S4 Mini Value Edition oder S4 Mini Plus (GT-I9195I). Es basiert auf dem Modell mit NFC und LTE (GT-I9195), ist jedoch mit LTE Cat.4 ausgerüstet, und enthält einen Quad-Core-1,2 GHz-Prozessor Snap Dragon sowie eine Qualcomm Adreno 306 GPU. Das GPS emfpängt zusätzliche Beidou, die restliche Hardware ist identisch, die Software wurde auf Android KitKat 4.4.4 aktualisiert.
Das „europäische Modell“ akzeptiert nur SIM-Karten von Mobilfunkanbietern aus der Region Europa (= EU/EWR, Schweiz, sowie folgende Länder außerhalb des EWR: Albanien, Andorra, Bosnien und Herzegowina, Rep. Mazedonien, Monaco, Montenegro, San Marino, Serbien, Vatikanstadt). Soll eine SIM von außerhalb dieser Region verwendet werden, muss zunächst mindestens 5 Minuten mit einer Europa-SIM in Europa telefoniert werden.